# Aeroportul Internațional Cassidy
Aeroportul Internațional Cassidy (IATA: CXI, ICAO: PLCH) este un aeroport din Banana⁠(d), Kiritimati, Line Islands⁠(d), Kiribati ce deservește zona Kiritimati. A fost numit după Wilbur Layton Casady⁠(d).
Situat la o altitudine de 2 m, aeroportul dispune de o singură pistă.